# Corrientes Challenger 2022 - Doppio
Julio Peralta e Horacio Zeballos erano i detentori del titolo ma hanno scelto di non partecipare.
In finale Guido Andreozzi e Guillermo Durán hanno sconfitto Nicolás Álvarez e Murkel Dellien con il punteggio di 7-5, 6-2.

## Teste di serie
1. Guido Andreozzi /  Guillermo Durán (campioni)
2. Arklon Huertas Del Pino /  Conner Huertas Del Pino (semifinale)

1. Román Andrés Burruchaga  /  Francisco Comesaña (semifinale)
2. Gustavo Heide /  João Lucas Reis da Silva (ritirati)

## Wildcard
1. Nick Hardt /  Valentín Velázquez (primo turno)

1. Leonardo Mayer /  Ignacio Monzón (quarti di finale)

## Tabellone

### Legenda
| - Q = Qualificato - WC = Wild card - LL = Lucky loser | - ALT = Alternate - SE = Special Exempt - PR = Protected Ranking | - w/o = Walkover - r = Ritirato - d = Squalificato |

|  | Primo turno | Primo turno                           | Primo turno                 | Primo turno         | Primo turno         |  |  | Quarti di finale | Quarti di finale                      | Quarti di finale                      | Quarti di finale                      | Quarti di finale                      |      |   | Semifinali | Semifinali                      | Semifinali                      | Semifinali                     | Semifinali                     |   |   | Finale | Finale | Finale | Finale | Finale |  |
|  |             |                                       |                             |                     |                     |  |  |                  |                                       |                                       |                                       |                                       |      |   |            |                                 |                                 |                                |                                |   |   |        |        |        |        |        |  |
|  | 1           | G Andreozzi G Durán                   | G Andreozzi G Durán         | G Andreozzi G Durán | G Andreozzi G Durán |  |  |                  |                                       |                                       |                                       |                                       |      |   |            |                                 |                                 |                                |                                |   |   |        |        |        |        |        |  |
|  |             | Bye                                   | Bye                         | Bye                 | Bye                 |  |  | 1                | G Andreozzi G Durán                   | G Andreozzi G Durán                   | 6                                     | 6                                     |      |   |            |                                 |                                 |                                |                                |   |   |        |        |        |        |        |  |
|  |             | B Baker N Mejía                       | 6                           | 3                   | [11]                |  |  |                  | B Baker N Mejía                       | B Baker N Mejía                       | 3                                     | 3                                     |      |   |            |                                 |                                 |                                |                                |   |   |        |        |        |        |        |  |
|  |             | M Navone F Tenti                      | 3                           | 6                   | [9]                 |  |  |                  |                                       |                                       |                                       |                                       |      |   | 1          | G Andreozzi G Durán             | G Andreozzi G Durán             | 6                              | 6                              |   |   |        |        |        |        |        |  |
|  | 3           | RA Burruchaga F Comesaña              | 5                           | 6                   | [10]                |  |  |                  |                                       | 3                                     | RA Burruchaga F Comesaña              | RA Burruchaga F Comesaña              | 4    | 0 |            |                                 |                                 |                                |                                |   |   |        |        |        |        |        |  |
|  |             | A Barrena W Leite                     | 7                           | 4                   | [5]                 |  |  | 3                | RA Burruchaga F Comesaña              | RA Burruchaga F Comesaña              | 6                                     | 6                                     |      |   |            |                                 |                                 |                                |                                |   |   |        |        |        |        |        |  |
|  |             | MN Martínez J Panta                   | 6                           | 3                   | [8]                 |  |  |                  | MF Descotte G Villanueva              | MF Descotte G Villanueva              | 3                                     | 0                                     |      |   |            |                                 |                                 |                                |                                |   |   |        |        |        |        |        |  |
|  |             | MF Descotte G Villanueva              | 3                           | 6                   | [10]                |  |  |                  |                                       |                                       |                                       |                                       |      |   | 1          | Guido Andreozzi Guillermo Durán | Guido Andreozzi Guillermo Durán | 7                              | 6                              |   |   |        |        |        |        |        |  |
|  |             | N Álvarez M Dellien                   | N Álvarez M Dellien         | 6                   | 6                   |  |  |                  |                                       |                                       |                                       |                                       |      |   |            |                                 |                                 | Nicolás Álvarez Murkel Dellien | Nicolás Álvarez Murkel Dellien | 5 | 2 |        |        |        |        |        |  |
|  |             | AL Lingua Lavallén L Tacchi           | AL Lingua Lavallén L Tacchi | 3                   | 4                   |  |  |                  | N Álvarez M Dellien                   | N Álvarez M Dellien                   | 6                                     | 6                                     |      |   |            |                                 |                                 |                                |                                |   |   |        |        |        |        |        |  |
|  |             | L Aboian V Aboian                     | 6                           | 5                   | [6]                 |  |  | Alt              | C Gómez-Herrera M Jaziri              | C Gómez-Herrera M Jaziri              | 1                                     | 2                                     |      |   |            |                                 |                                 |                                |                                |   |   |        |        |        |        |        |  |
|  | Alt         | C Gómez-Herrera M Jaziri              | 2                           | 7                   | [10]                |  |  |                  |                                       |                                       |                                       |                                       |      |   |            | N Álvarez M Dellien             | N Álvarez M Dellien             | 7                              | 6                              |   |   |        |        |        |        |        |  |
|  | WC          | N Hardt V Velázquez                   | N Hardt V Velázquez         | 4                   | 2                   |  |  |                  |                                       | 2                                     | A Huertas Del Pino C Huertas Del Pino | A Huertas Del Pino C Huertas Del Pino | 6(4) | 1 |            |                                 |                                 |                                |                                |   |   |        |        |        |        |        |  |
|  | WC          | L Mayer I Monzón                      | L Mayer I Monzón            | 6                   | 6                   |  |  | WC               | L Mayer I Monzón                      | L Mayer I Monzón                      | 1                                     | 6(5)                                  |      |   |            |                                 |                                 |                                |                                |   |   |        |        |        |        |        |  |
|  |             | S de la Fuente F Juárez               | 4                           | 6                   | [5]                 |  |  | 2                | A Huertas Del Pino C Huertas Del Pino | A Huertas Del Pino C Huertas Del Pino | 6                                     | 7                                     |      |   |            |                                 |                                 |                                |                                |   |   |        |        |        |        |        |  |
|  | 2           | A Huertas Del Pino C Huertas Del Pino | 6                           | 4                   | [10]                |  |  |                  |                                       |                                       |                                       |                                       |      |   |            |                                 |                                 |                                |                                |   |   |        |        |        |        |        |  |